# Mach GoGoGo
Mach GoGoGo (en japonés マッハGoGoGo, mahha gō gō gō) es una serie de animación japonesa sobre automovilismo basada en el manga original de Tatsuo Yoshida.  Es conocida por la adaptación del título al español, Meteoro, y al inglés, Speed Racer. La serie fue producida por la firma Tatsunoko Production y emitida en Japón entre 1967 y 1968, con un total de 52 episodios. Posteriormente se realizaron nuevas versiones de la misma.

## Series
Los personajes de la serie en Japón vienen de la serie Mach GO GO GO, de los estudios Tatsunoko. En dicha serie se plasman las aventuras de un joven de 18 años llamado Go Mifune (Meteoro en América Latina) el cual es asistido por sus familiares y amigos dentro de un mundo competitivo de carreras de autos con alta tecnología.
Mach GO GO GO! fue creado por el pionero del anime, Tatsuo Yoshida. Fue en principio una historieta japonesa o manga que se volvió serie animada. El personaje central es un joven conductor llamado Gō Mifune (Meteoro). Yoshida eligió los nombres. La "M" en el coche es un homenaje a la familia Mifune, en especial al actor Toshiro Mifune  y no el nombre del coche, Mach-5, y el 5 en el coche representa un homónimo japonés ya que la palabra "cinco" en japonés se pronuncia muy parecido a "vamos" (go, en idioma inglés), por eso le pusieron el número 5.
Los derechos de Meteoro fueron inmediatamente adquiridos por Trans-Lux y en la versión en inglés se denominó Speed Racer. El doblaje al inglés y la voz de Meteoro fueron hechos por el productor Peter Fernández. El doblaje al español fue en México, principalmente (siendo el actor Arturo Mercado quien dobló la voz de Meteoro), y Argentina, donde se incluyó la voz del narrador realizada por el peruano residente en ese país Pedro Aníbal Mansilla.

## Inspiración
El protagonista principal Go Mifune (Meteoro) está inspirado según el propio Yoshida en el personaje interpretado por Elvis Presley en Viva Las Vegas durante una secuencia en la que el cantante debe de competir en una carrera de autos.Junto a la imagen de Elvis en la mencionada película, Yoshida combinó la idea de un auto cargado de artilugios como era el caso de los que usaba James Bond obteniendo así el concepto para el Mach 5 
Elvis Presley, que en su vida privada era un gran coleccionista de automóviles, hoy en día muchos de ellos exhibidos en el museo de autos de Graceland, interpretó el rol de corredor de autos en otras películas además de Viva Las Vegas, como Spinout (1966) Clamback (1967), Speedway (1968). 

### Guiños argumentales

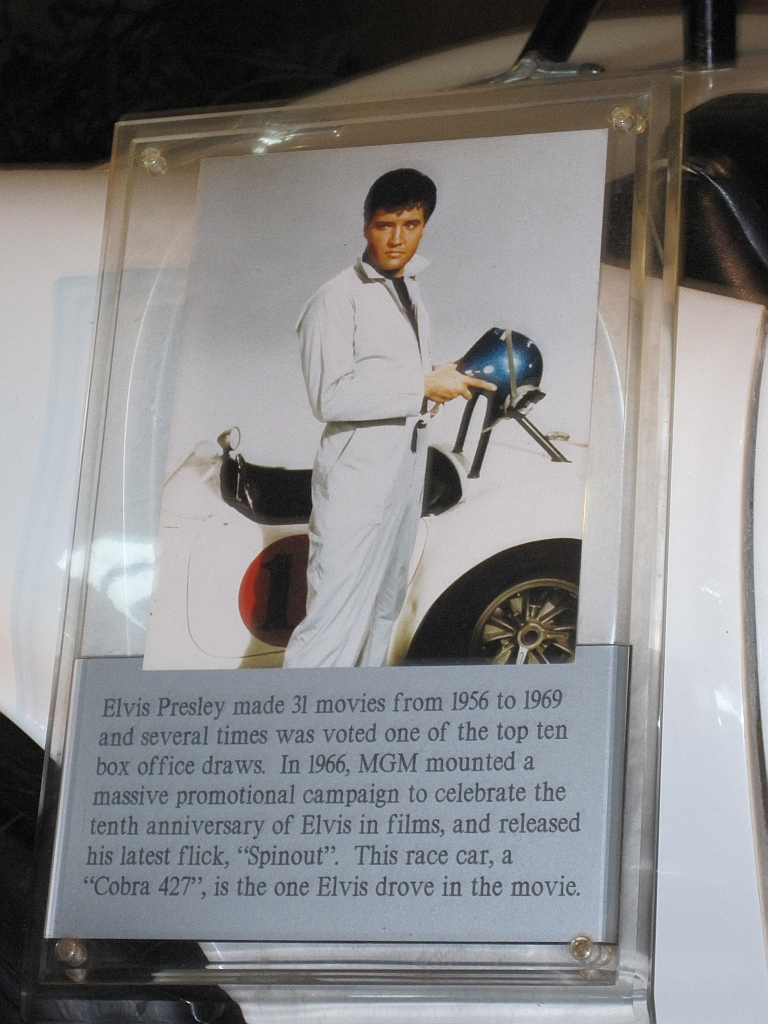
Elvis Presley en sus roles de corredor de carreras fue la inspiración para el personaje de Meteoro

En la saga La maldición de Cleopatra, donde la trama transcurre en Egipto, una joven con amnesia cree ser la verdadera reina del Nilo Cleopatra, la última gobernante de la dinastía ptolemaica, mientras que Meteoro debe de enfrentarse a los delirios de sus tiránicos súbditos que en verdad son quienes le fomentan el delirio a la falsa soberana, en un capítulo con reminiscencias al cine del género peplum. Al final Meteoro debe vérselas con un gigantesco coloso de piedra similar a los del templo de Ramses II en Abu Simbel que es en verdad un robot con el que pretenden destruirlo.
En los capítulos "El misterioso tanque de los bosques frondosos" titulado en inglés "Crash in the jungle" Meteoro es víctima de un sabotaje mientras viaja en avión sobre una frondosa selva y cae en medio de ella aprendiendo a sobrevivir por sus propios medios, donde incluso llega a columpiarse con lianas al estilo Tarzán. Pronto descubre que la selva es el hogar de una gigantesca tribu de gorilas en una clara alusión a King Kong y la Isla Calavera, y que esos monstruosos animales son la creación de un científico malévolo que pretende conquistar el mundo.

## Secuelas

Imagen icónica de Mach Go Go Go o Meteoro

- Las nuevas aventuras de Meteoro. Producida por la compañía estadounidense Estudios Fred Wolf, que solamente completó 13 episodios de la serie durante 1993 y 1994 luego de ser cancelada por baja audiencia.

- Speed Racer X: es un remake de Meteoro. La serie fue producida por la compañía francesa DiC Entertainment y Sony Pictures Television en el año 2002. El anime fue creado por Tatsunoko Productions.[8]

- En 2008 se presentó Speed Racer (Meteoro: la película en Hispanoamérica), dirigida por las hermanas Wachowski con actores reales. Entre los actores destacan Emile Hirsch como Meteoro, Christina Ricci como Trixie y Matthew Fox como el Corredor X, John Goodman como Pops, Rain como Taejo Togokhan, entre otros.

- Meteoro: La Nueva Generación (en inglés "Speed Racer: The Next Generation") fue transmitida por Nicktoons Network para la televisión norteamericana y Nickelodeon para la televisión latinoamericana; esta vez con los hijos de Meteoro como protagonistas. Los personajes originales pasan a ser personajes secundarios.

## Personajes
| Nombre en japonés             | Nombre en inglés    | Nombre en español             | Personaje |
| ----------------------------- | ------------------- | ----------------------------- | --- |
| Go Mifune                     | Speed Racer         | Meteoro                       | Es el protagonista de la historia. Es hijo de un habilidoso y cascarrabias ingeniero, creador de importantes coches de carrera. Sueña con ser un piloto profesional de carreras y para ello, forja su carrera compitiendo al comando de la última creación de su padre: El Mach 5. Tiene un hermano mayor llamado Rex, quien abandonó la casa tras una discusión con su padre. También es hermano mayor de Chispita y novio de Trixie. Su camisa lleva estampada una letra "G", inicial del nombre "Go" (el nombre del personaje en japonés). |
| Daisuke Mifune                | Pops Racer          | "Papá"                        | Es el padre de Meteoro, Rex y Chispita y patriarca de la familia. Es un habilidoso ingeniero y constructor de automóviles, siendo su última gran creación el Mach 5, el coche más rápido del mundo. Tras una dura discusión con su hijo mayor Rex, luego de que este estrellase un automóvil creado anteriormente al Mach 5, se opone tajantemente a la idea de que Meteoro sea corredor. Finalmente, por intercesión de su esposa y convencido de los resultados de su hijo, depone en su actitud, siendo su principal aliado. En la versión en español, no se dan a conocer su nombre y apellido reales, siendo conocido simplemente como "Papá". Aun así, el capó del Mach 5 lleva estampada una letra "M", inicial del apellido japonés "Mifune".                     |
| Aya Mifune                    | Mom Racer           | "Mamá"                        | Es la madre de Meteoro, Rex y Chispita. Consiente en todo a Meteoro y es su principal apoyo en su objetivo por correr, aunque esto signifique ir en contra de su marido. A pesar de ello, tiene pocas participaciones en la trama y permanece al margen de las aventuras de sus hijos. Al igual que su esposo, su apellido y nombre reales no se dan a conocer en la versión española, siendo conocida simplemente como "Mamá". |
| Ken'ichi Mifune -Fukumen Rēsā | Rex Racer - Racer X | Rex - El corredor enmascarado | Es el hermano mayor de Meteoro. Abandonó la casa después de discutir con su padre por participar en una carrera sin su consentimiento, comenzando a partir de allí a competir como "El Corredor Enmascarado". Tras rescatar a Meteoro de un accidente, confiesa que una vez convertido en campeón del mundo, revelará su identidad. Su coche es el Shooting Star, un prototipo aparentemente desarrollado por el, identificado con el número 9. A pesar de ocultar su identidad, da espacio a las pistas para adivinar, ya que en su uniforme lleva estampada una enorme "M" roja, como la del capó del Mach 5. |
| Kurio Mifune                  | Spritle Racer       | Chispita                      | Es el hermano menor de Meteoro y junto a su mascota siempre están metiéndose en problemas. Casi siempre viajan ocultos en el maletero del Mach 5. A pesar de su corta edad, maneja un pequeño coche basado en un Ford T. Este coche aparece en el capítulo de "La Gran Carrera Alpina", donde Chispita y Chito espían al Equipo Acrobático en su escondite. |
| Sanpei                        | Chim                | Chito                         | Es un chimpancé que es mascota de Chispita. Siempre se mete en problemas junto al hermano de Meteoro, viajando en el maletero del Mach 5. Suele jugarle bromas a Chispita, comiéndose sus dulces. |
| Michi Shimura                 | Trixie Tredwell     | Trixie                        | Es la novia de Meteoro y su principal aliada. Acompaña a Meteoro en varios de sus viajes, a la vez de servirle como apoyo en múltiples ocasiones. Utiliza una playera con una letra "M" estampada, inicial del nombre japonés "Michi" Tiene una personalidad decidida, audaz y vanguardista. |
| Sabu                          | Sparky              | Bujía                         | Es un gran amigo de Meteoro y además el mecánico exclusivo del Mach 5. Utiliza una remera con una letra "S" estampada, inicial de su nombre en japonés "Sabu". |
| Inspector Rokugô              | Inspector Detector  | Inspector Detector            | Inspector de policía, generalmente presentado como la máxima autoridad policíaca visible. Es aliado de Meteoro en casos donde se requiera intervención policial. |
| Rivales                       |                     |                               | |
| Genzo                         | Skull Duggery       | Zoomer Slick                  | Fue el primer antagonista de la historia. De carácter engreído y muy tramposo, desafió a Meteoro en la competencia de la montaña, pero luego lo ayudó a librarse de quienes intentaron robarse el Mach 5, luego de que Meteoro lo salve de morir en un cráter de lava. En la aventura siguiente, ficha para el equipo Alfa (equipo que buscaba dañar la reputación del Corredor Enmascarado), para competir por el Gran Premio. Su coche es de color rojo (similar a un Ferrari 330 P4) identificado con el número 2. |
|                               | Cruncher Block      | Cruncher Block                | Es un gangster y traficante, cuya acción que provocó su presencia en la trama, fue el haber planificado el robo de 50 millones de dólares en lingotes de oro del Banco Nacional, con los cuales construye El Auto Gigantesco (The Mammoth Car en inglés), para competir en "La Carrera Sin Límites". Su objetivo era embarcar el Auto Gigantesco, con el fin de hacer pasar por contrabando el oro robado del que estaba constituido el coche. Meteoro detiene sus planes con ayuda de Chispita, mientras que el Inspector Detector arresta a Block. |
| Jefe del Equipo Acrobático    | Captain Terror      | Capitán Terror                | Es el enigmático y peligroso líder del Equipo Acrobático. Formó su clan con los más veloces y truculentos pilotos capaces de realizar las más osadas maniobras. Hizo su aparición junto a su equipo en el capítulo de "La Gran Carrera Alpina", sin embargo, su figura se ve opacada por la de su corredor estrella, Zamoli. A pesar de ello, es el cerebro de todas las artimañas efectuadas por su equipo en dicha competencia. Conduce el coche número 11, el cual se diferencia de los demás autos de su equipo, estando pintado de un color bordeaux con vivos amarillos. Utiliza un traje con capa, con una "Z" estampada, un casco con una pluma en la frente y gafas de cristal. Una de sus características más notables, es su rostro con facciones calavéricas. |
| Snake                         | Snake Oiler         | Sam Oli                       | Es el piloto estrella del Equipo Acrobático. Engreído y vanidoso (como la mayoría de los rivales de Meteoro), es quien lleva al pie de la letra los planes del Capitán Terror en "La Gran Carrera Alpina", apelando a toda clase de trampas a fin de "ganar como sea". Se destaca del resto de sus compañeros por llevar un mono de color morado con una "S" estampada en su centro y un extravagante casco amarillo con rayas rojas y gafas oscuras, similares a los dientes de una serpiente. Pilotea el coche número 12. |

## El automóvil

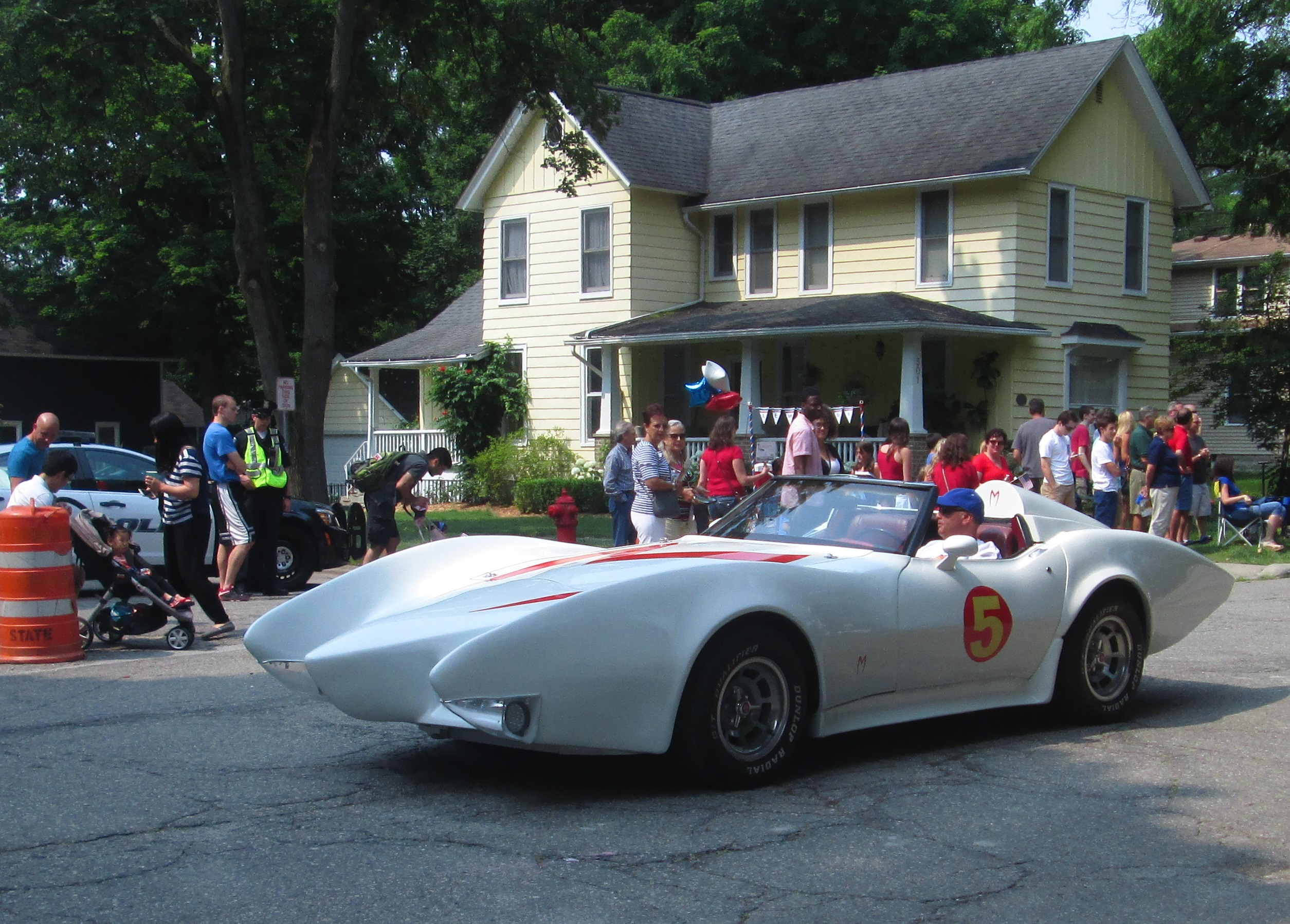
Réplica del Mach 5.

El Mach 5 es una maravilla tecnológica que está equipado con piezas útiles. Estos artilugios son fácilmente utilizados presionando el botón 'A' y 'G' en el centro del volante. Hay otros botones como 'H', montados en la máquina.
El diseño del vehículo se inspiró en tres automóviles diferentes. Por un lado la Ferrari 250 TestRossa, el Ford GT40 y el auto cargado de armas de 007 Aston Martin.

### Lo botones tienen las siguientes funciones
- Botón A (Auto Jacks):  “Es un poderoso gato hidráulico para impulsar al coche de modo que cualquier persona puede hacer una rápida reparación o ajuste. Aunque no está diseñado para esta función, el Auto Jacks también puede usarse para dar saltos a corta distancia.[2] El efecto de sonido que se oye cada vez que el coche salta es fácilmente reconocible por los fanes de la serie.

- Botón B (Neumáticos especiales):  Alterna especial agarre en los neumáticos de tracción para el terreno accidentado (terreno firme, helado o inestable, oceánico, laderas verticales de la montaña). Al mismo tiempo, sus 5000 caballos de fuerza se distribuye por igual a cada rueda por motores auxiliares.[2]

- Botón C (Sierras):  Indicado para terreno montañoso. Un par de potentes sierras rodantes sobresalen de la parte delantera del Mach 5 para cortar muchos obstáculos.[2]

- Botón D (Cúpula):  Pone en acción una poderosa cubierta transparente que sella la cabina del piloto bajo un cierre hermético. La cubierta es a prueba de balas e impactos. La cabina de mandos se convierte en una cámara impermeable que permite al coche sumergirse completamente bajo el agua.[2]

- Botón E * ("Dispositivo de Visión Nocturna"):  Controles especiales de iluminación de luces "que se pueden controlar individualmente o en tándem", para permitir al conductor ver más claramente que con faros normales. Cuando se usa con la "pantalla nocturna" adjuntado al casco, su visión se ve reforzada con luz infrarroja. La versión original japonesa estrictamente traduce esto como "que ilumina los ojos". El botón E: Más tarde se modificó para activar mini-alas que se deslizan bajo el coche para ayudar en saltos largos. (Utilizado en el capítulo cuando corre contra el Equipo Acrobático).[2]

- Botón F (Modo Submarino):  Se utiliza cuando el Mach 5 es sumergido. Un tubo suministra oxígeno a la cabina del piloto con aire respirable. Un periscopio puede usarse para escanear la superficie del agua. Todo lo visto se retransmite a una pantalla de vídeo en el interior de la cabina de mando del Mach 5. Las 100 libras auxiliares de suministro de oxígeno es suficiente para una duración de treinta minutos.[2]

- Botón G (Cohete Gaviota):  Creado para volar, tiene forma de gaviota. Es un robot que transmite imágenes de alta definición que permiten al piloto ver las cosas desde otro punto de vista.[2]

- Botón H (Mensajero):  Montado en la consola central con el resto de los controles para el robot gaviota, este botón envía el robot gaviota de nuevo a la casa Racer.

- Botón Extra: El padre en un episodio le puso un botón extra al coche que lo hace deslizarse a cortas distancias.[2]

## Juguetes
- Jada Toys realiza versiones a escala del Mach-5.[15]
- La franquicia Hot Wheels (Mattel) creó miniaturas del Mach-5.[16]
- La compañía Johnny Lightning realiza miniaturas de varios autos, incluyendo los autos de los villanos.[17]